# سه در چهار
سه در چهار، مجموعهٔ تلویزیونی محصول شبکه یک است که پخش آن از ۲۰ خرداد ۱۳۸۷، آغاز شد و در ۱۹ مرداد همان سال به پایان رسید. کارگردانی این مجموعه به عهدهٔ مجید صالحی بوده و فیلم‌نامه‌اش نیز توسط علیرضا مسعودی به نگارش درآمده است. در این مجموعه، بازیگران مختلفی از جمله محمد کاسبی، علی صادقی، مهران رجبی، نادیا گلچین، شهره لرستانی، مریم سلطانی، اشکان اشتیاق، سولماز آقمقانی، آناهیتا افشار، مجید صالحی و شهرام قائدی به هنرمندی پرداخته‌اند.

## داستان
داستان این مجموعه تلویزیونی مربوط به دو باجناغ و خانواده‌هایشان است که برای تأمین هزینه زندگی، تصمیم می‌گیرند یک شرکت خدماتی تأسیس کنند و این مسئله آن‌ها را درگیر ماجراهایی تازه و بامزه می‌کند و …

## بازیگران
- محمد کاسبی
- مهران رجبی
- علی صادقی
- نادیا گلچین
- مازیار لرستانی
- مریم سلطانی
- اشکان اشتیاق
- سولماز آقمقانی
- آناهیتا افشار
- مجید صالحی
- سید حسام صالحی
- شهرام قائدی
- محمد برسوزیان
- مصطفی راد
- مجید یاسر
- مجید شهریاری
- بیژن پیشدادی
- رحمان تقی پور
- علیرضا ابراهیمی دلیجانی
- محمدرضا حقگو
- علیرضا مسعودی
- مختار سائقی
- شمسی فضل‌الهی

## جوایز و نامزدها
| سال  | جایزه             | رده                              | دریافت‌کننده          | نتیجه    |
| ---- | ----------------- | -------------------------------- | -------------------- | -------- |
| ۱۳۸۸ | یازدهمین جشن حافظ | بهترین بازیگر مرد کمدی تلویزیونی | مجید صالحی علی صادقی | نامزدشده |